# Каркофоро
Каркофоро (італ. Carcoforo, п'єм. Carcòfo) — муніципалітет в Італії, у регіоні П'ємонт, провінція Верчеллі.
Каркофоро розташоване на відстані близько 570 км на північний захід від Рима, 100 км на північ від Турина, 75 км на північний захід від Верчеллі.
Населення — 80 осіб (2014).

## Демографія
Населення за роками:

Станом на 1 січня 2023 року в муніципалітеті офіційно проживав 1 іноземець (громадянин Румунії).

## Сусідні муніципалітети
- Банніо-Анцино
- Чеппо-Мореллі
- Фобелло
- Макуньяга
- Рима-Сан-Джузеппе
- Римаско